# 井上遼
井上 遼（いのうえ りょう、1997年3月18日 - ）は、ラグビーユニオンの選手。2023-24シーズンまで、ジャパンラグビーリーグワンコベルコ神戸スティーラーズに所属した。

## プロフィール
- 兵庫県神戸市出身。
- ポジションはフランカー(FL)。
- 身長 183 cm、体重 96 kg
- ジュニア・ジャパンに選ばれたことがある[1]。
- U20日本代表に選ばれたことがある[2]。

## 略歴
2015年、報徳学園高校卒業後、明治大学に入る。なお報徳学園高校時代、副将を務めたことがある。
2019年、明治大学卒業後、神戸製鋼コベルコスティーラーズ(現・コベルコ神戸製鋼スティーラーズ)に加入。
2022年3月4日に行われたJAPAN RUGBY LEAGUE ONE第8節東京サンゴリアス戦にて途中出場で公式戦初出場を果たした。
2024年5月、コベルコ神戸スティーラーズを退団。